# Леб'яже (Далматовський район)
Леб'я́же (рос. Лебяжье) — село у складі Далматовського району Курганської області, Росія. Адміністративний центр та єдиний населений пункт Леб'язької сільської ради.
Населення — 286 осіб (2017, 388 у 2010, 501 у 2002).
Національний склад станом на 2002 рік: росіяни — 94 %.